# 高加索港

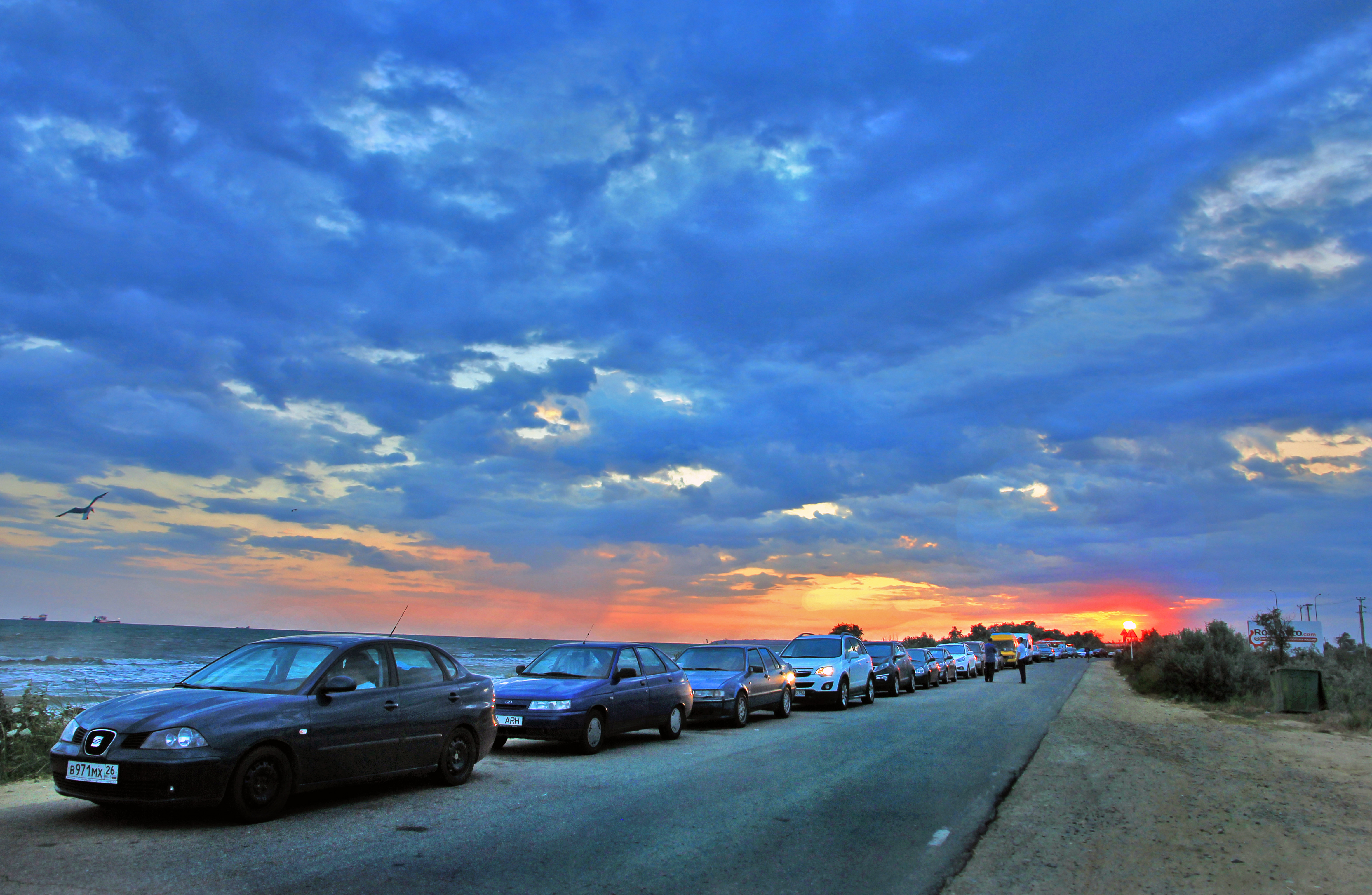
2014年7月，在高加索港排队等候进入渡轮的汽车

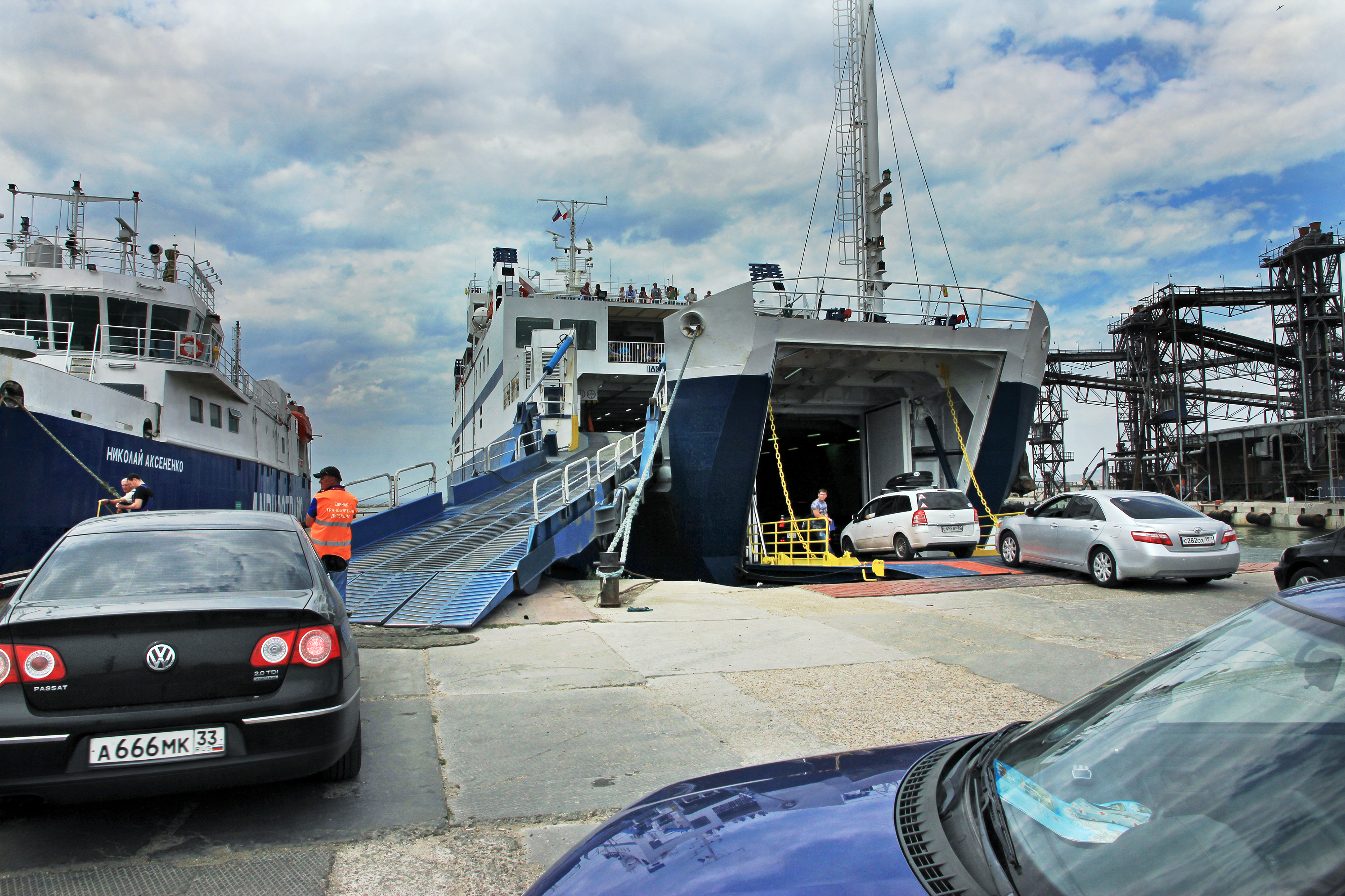
降落在高加索港的渡轮上。2014

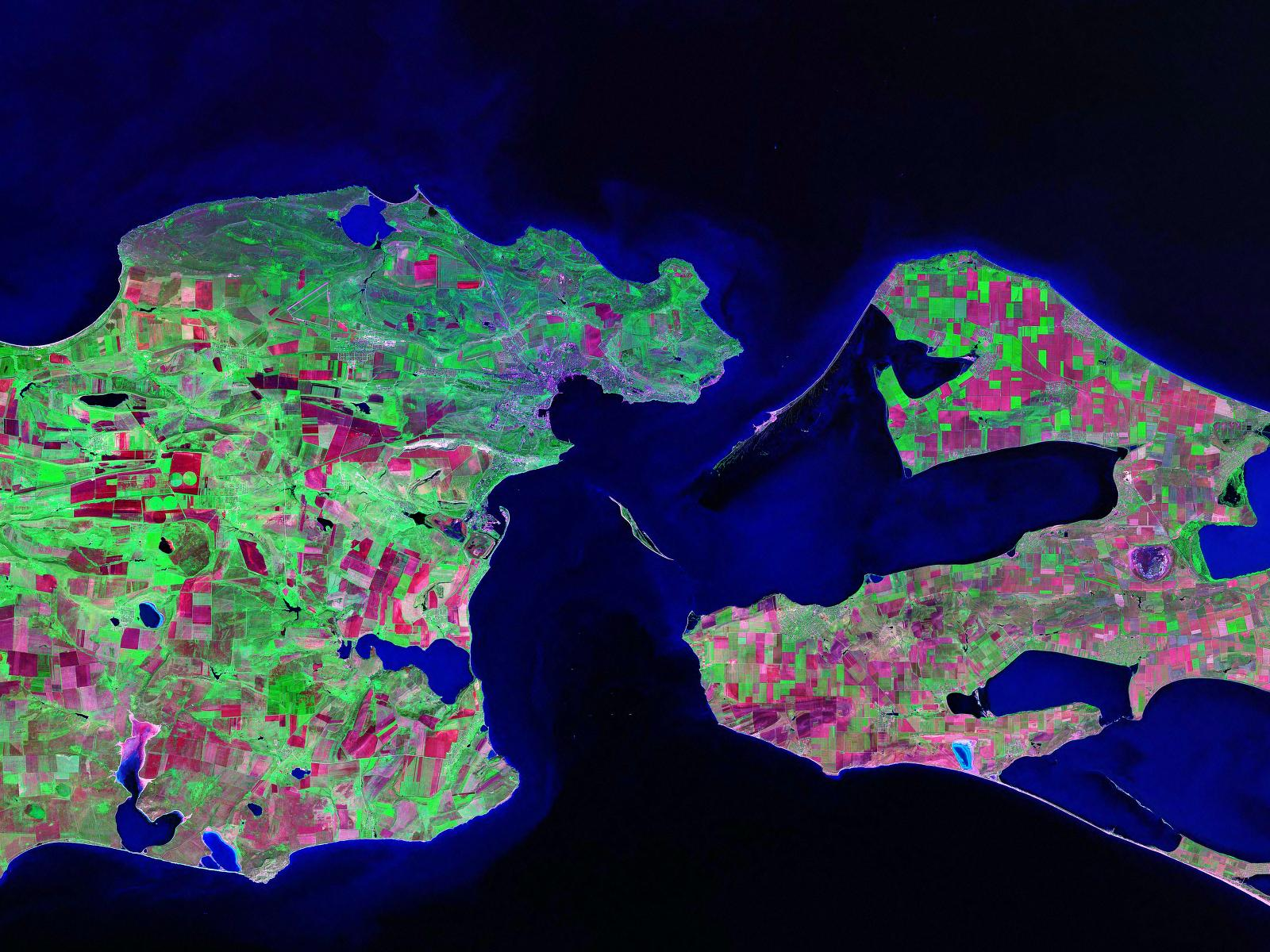
高加索港和刻赤海峡

高加索港（俄语：Порт Кавказ）是俄罗斯的克拉斯諾達爾邊疆區在刻赤海峡上的一個港口。该港口能夠容下長達130米（430英尺），闊達14.5米（48英尺），深達5米（16英尺）的船隻。
它是刻赤海峽渡輪的東部終點站（西部终点站是刻赤港），並连接克拉斯諾達爾邊疆區和克里米亞予鐵路和汽車使用。
港口的南部區域正在進行維修，以提高該港口的容量到400萬公噸。
2014年8月，俄羅斯總理梅德韋杰夫簽署了一項命令，以擴大克里米亞附近的港口來增加貨物運輸量。例如，塔曼港以南增加了一個深水區來供大型船舶停泊，希望能容下額外15-18個裝載大型船舶的锚點。